# Куарисен
Шелфовият ледник Куарисен (на норвежки: Quarisen; на английски: Quar Ice Shelf) заема част от крайбрежието на Източна Антарктида, край Брега принцеса Марта на Земя кралица Мод, в акваторията на море Крал Хокон VІІ, част от Атлантическия сектор на Южния океан. Простира се от нос Норвегия (71°20′ ю. ш. 12°18′ з. д. / 71.333333° ю. ш. 12.3° з. д.) на запад до планината Сьорасен на изток. Дължина от север на юг 75 km, ширина до 55 km. В северната му част в него се вдава заливът Нурсел.
Шелфовият ледник Куарисен е открит през февруари 1951 г. и топографски заснет и картиран от смесената норвежко-британско-шведска експедиция (1949 – 52), ръководена от Юн Евер, който наименува новооткрития шелфов ледник в чест на трагично загиналия Лесли Артър Куар (1923 –1951), радиомеханик и ектротехник на експедицията.